# Mặc Kỳ Xú Nô
Mặc Kỳ Xú Nô (giản thể: 万俟丑奴; phồn thể: 万俟醜奴; bính âm: Mòqí Chǒunú, ? – 530) thủ lĩnh nghĩa quân cuối cùng ở khu vực Quan Lũng trong giai đoạn sau của phong trào Lục Trấn khởi nghĩa phản kháng nhà Bắc Ngụy.